# Ligament postérieur de l'incus
Le ligament postérieur de l'incus est une bande fibreuse qui relie la pointe de la branche courte de l'enclume à l’angle inférieur de l’orifice d’entrée de l’aditus ad antrum.
Le ligament postérieur de l'incus joue un rôle important dans la vibration des os de l'oreille moyenne : avec le ligament antérieur du marteau, il forme un axe pivot autour duquel tournent les osselets. Cette rotation transmet les vibrations du tympan à la fenêtre ovale du labyrinthe osseux (où elles peuvent être transformées en signaux électriques transmis au système nerveux).